# Seznam ministrů Československa pro správu Slovenska
Toto je seznam ministrů Československa pro správu Slovenska, který obsahuje chronologický přehled všech členů vlád Československa působících v tomto úřadu.

## Ministři pro správu Slovenska první Československé republiky 1918–1938
| # | Jméno         | Fotografie | Strana           | Vláda                                                                        | Funkční období                       | Poznámky                                              |
| - | ------------- | ---------- | ---------------- | ---------------------------------------------------------------------------- | ------------------------------------ | ----------------------------------------------------- |
| 1 | Vavro Šrobár  |            | Slov. roln. str. | vláda K. Kramáře 1. vláda V. Tusara                                          | 14. listopadu 1918 – 25. května 1920 | Ministr pro správu Slovenska.                         |
| 2 | Ivan Dérer    |            | ČSSD             | 2. vláda V. Tusara                                                           | 25. května 1920 – 15. září 1920      | Ministr pro správu Slovenska.                         |
| 3 | Martin Mičura |            | nestraník        | 1. vláda J. Černého vláda E. Beneše                                          | 15. září 1920 – 7. října 1922        | Ministr pro správu Slovenska.                         |
| 4 | Jozef Kállay  |            | nestraník        | 1. vláda A. Švehly 2. vláda A. Švehly 3. vláda A. Švehly 2. vláda J. Černého | 7. října 1922 – 28. června 1928      | Ministr pro správu Slovenska. Následně rezort zrušen. |